# Christian Gottlieb Kratzenstein Stub
Christian Gottlieb Kratzenstein Stub (født 15. august 1783 i København, død 24. juli 1816 i Kalundborg) var en dansk maler, bror til Mariane Stub.

## Uddannelse
Han var en søn af sekondløjtnant, senere kommandør, i søetaten Otto Frederik Stub (1753 – 1827) og Louise Elisabeth født Kratzenstein (1757 – 1844), en datter af professor Christian Gottlieb Kratzenstein.
Kratzenstein Stub tilbragte sine første barndomsår i huset hos morfaderen, efter hvem han var opkaldt, og hvis familienavn han senere føjede til sit eget. Da morfaderen i 1795 døde, sendtes drengen til den bekendte pædagog Salzmanns skole i Schnepfenthal ved Gotha, hvor han blev i 4 år. Allerede her gav hans medfødte kunstneriske anlæg sig udslag i en række små figurer, som han dannede af voks. Da han var vendt tilbage til København, forberedtes han til studentereksamen, som han i 1802 bestod med bedste karakter. Senere tog han anden eksamens første del.
Efter morfaderen var han kommet i besiddelse af en mindre fideikommiskapital, der satte ham i stand til at fortsætte studierne. Hans ubeslutsomhed gjorde ham det imidlertid vanskeligt at vælge mellem sine mange interesser. Hans sans for matematik og de eksakte videnskaber fik ham til en tid lang at studere mekanik og hydraulik; men derefter fik hans lyst til tegning og maling overtaget, og han gav sig nu i lære hos Nicolai Abildgaard for at blive maler. Længe holdt han dog ikke ud her, men besluttede at uddanne sig på egen hånd. Endnu var han dog ikke helt klar over, hvad hans livsgerning skulde være, og først hans forlovelse i 1808 med en datter af provst Troels Smith, Mille Johanne Smith, siges at have bevirket, at han nu for alvor bestemte sig for kunsten. For at lære noget mere ved studiet af den store kunst begav han sig i 1809 udenlands, til Frankrig og Italien. I Paris påvirkedes han, hvad hans portrætter siden viste, af François Gérard; i Rom kom han under indflydelse af Bertel Thorvaldsen, efter hvis komposition han i 1810 gjorde et oliebillede: Amor med sommerfuglen.

## Tilbage i Danmark
I 1811 vendte han tilbage til København og fejrede sit bryllup. Hans produktion blev nu livligere, og han udførte i de kommende år dels en række portrætter - mest damer af det fornemme københavnske bourgeoisi -, dels en række figurlige kompositioner, der enten omhandlede sagnet om Amor og Psyche, eller hvis emner var lånte fra Ossian-digtningen. Største delen af disse kompositioner nåede dog ikke ud over tegningen eller skitsen. Kun billedet Ossian og Alpins søn (senere indlemmet i Den Kongelige Malerisamling) lykkedes det ham at fuldføre før sin tidlige død. Desuden havde han i 1813 malet billedet Hother og de tre skovnymfer (efter Saxo), på hvilket han optoges som medlem af Akademiet.

## Svækkelse og død
Kratzenstein Stubs helbred havde aldrig været synderlig stærkt, og hans sind havde alt for ofte savnet den fornødne ligevægt. Nu bidrog græmmelsen over tabet af en lille datter til yderligere at svække hans legeme og hans humør. Han var mere tilgængelig for Sorg end for Glæde. I sådanne stunder fandt han en lindring i musikken, for hvilken han fra sin tidligste ungdom havde næret den mest levende interesse, og som efterhånden blev ham en sådan livsfornødenhed, at han end ikke kunde male, undtagen hans hustru spillede på harpe for ham. Ulykkeligvis hændte det, at han ved et par lejligheder, som f.eks. da han på Gavnø i en iskold sal måtte male baron Reedtz-Thotts døde barn, pådrog sig heftige forkølelser, der angreb hans bryst. Han blev "sær og vranten", sygere og sygere, indtil sygdommen til sidst gik over til tæring. For om muligt at komme til kræfter i landluften tog han om sommeren 1816 ud til en søster på Kalundborg Ladegaard, men her døde han 24. juli samme år.

## Vurdering af hans kunst
Det kan synes nutiden underligt, at Kratzenstein Stubs billeder, der nu om stunder end ikke findes værdige til at fremhænges i Den Kongelige Malerisamling, i samtiden kunne vække en begejstring som den, for hvilken bl.a. Frederikke Brun gjorde sig til talsmand. Og ikke blot var publikum og kritikken ham mere end velvillige, men selve Akademiet, der uden tøven havde valgt ham til medlem, var ham så gunstig stemt, at det havde udset ham til sammen med C.W. Eckersberg at konkurrere om den ved Abildgaards død ledigblevne professorplads ved modelskolen. Denne almindelige tilfredshed havde vel sin forklaring i, at Kratzenstein Stub, som et barn af hin poetisk-litterære tid, havde fundet de emner for sin kunst, som de dannede klasser den gang henrykkedes over. Man har den udtalelse af ham, at det hørte Mejselen til at fremstille Guder og Heroer, Penselen derimod at afbilde Heltenes Færd og Syner fra Aandeverdenen, en sætning, der er karakteristisk for datidens kunstanskuelse, før Eckersberg drev ånderne på flugt. Man fordrede indtil da først og fremmest, at et billede skulle indeholde skønne følelser, ofte indsvøbte i sindrige allegorier, dernæst spurgte man om skønne linjer, sidst om skønne farver. Men selv med hensyn til disse fandt man i Kratzenstein Stubs billeder "en Raphael Mengs’ Kolorit og en van der Werffs Pensel". Som kunstner kan Kratzenstein Stub sammenlignes med Asmus Jacob Carstens, for så vidt som de begge, uden egentlig akademisk uddannelse, vare nåede til deres ideale menneskefremstillinger mere gennem studiet af anden kunst end af naturen. Men medens Carstens i alt væsentlig er epiker og plastikker, findes i Kratzenstein Stubs kompositioner—navnlig omhandlende Amor og Psyche—en lyrisk, til tider sentimental sødme, der svarer til hans tegnemådes vage, drømmende karakter. Men i øvrigt var Carstens som kunstner i alle måder Kratzenstein Stub overlegen, og medens hin bevarer sit kunstnerry med urokkelig ret, kan Kratzenstein Stub med nød og næppe bjærge sit beskedne kunstnernavn ved hjælp af enkelte af de portrætter, han har malet.

## Billedgalleri
- Hervör vækker sin far Angantýrs spøgelse fra sin gravhøj på Samsø for at kræve det forbandede sværd Tyrfing
- Orpheus ser tilbage og undlader at redde Eurydike fra underverdenen
- Cupido vækker Psyke med sin pilespids
- Amor med sommerfuglen
- Ossian og Alphins søn lytter til Malvins ånd
- Alkyone venter forgæves sin bortrejste ægtefælle

## Ekstern henvisning
- Christian Gottlieb Kratzenstein Stub på Kunstindeks Danmark/Weilbachs Kunstnerleksikon